# Selime-sziklaerőd
A Selime-sziklaerőd (Selime Kalesi) Törökországban, Kappadókiában található. Ez a terület legnagyobb bizánci eredetű barlangkomplexuma, amely a 900-as években épült a mai Selime és Yaprakhisar között, az Ihlara-völgy déli végénél. Tartozik hozzá egy hatalmas konyha több kiegészítő műhellyel, két nagy csarnok, amelyek elsősorban a társadalmi eseményeknek adtak helyet, egy bazilika és két belső udvar. Korábban egy erődítmény is állt a közelében.

## Felépítése
A komplexum egy ötven méter magas sziklát foglal el a Menderes-folyó mellett. A kiemelkedő szirt jelentőségét az adta a múltban, hogy könnyen lehetett védeni és uralta környezetét. A feltételezések szerint kétszáz év alatt nyerte el külsejét, és akár ötezer ember is élhetett benne. A 11. század után karavánszerájjá alakították, amelyet elsősorban a selyemút kereskedői használtak pihenésre. Ezt a funkcióját a 16. században elvesztette, utána pásztorok éltek a sziklába faragott helyiségekben.

### Fontosabb helyiségek
Az út szintjén található, sziklába vájt helyiségek istállóként működtek. Az erőd belsejébe, az alsó udvarra egy meredek alagúton lehetett bejutni. Ezen a szinten alakították ki a fő lakóhelyiségeket, a nagy konyhát és a fürdőt. Kicsivel feljebb található a második udvar, ahonnan egy nagy csarnok és vallásos célú helyiségek nyílnak. Feltehetően itt egy védelmi falat is emeltek annak idején.
A konyha az első udvar nyugati felén található. Homlokzata díszített, nagy mérete (8x8 méter) és a hozzá csatolt szobák arra utalnak, hogy komoly népességre kellett sütni-főzni. Megmaradtak a sziklafalba vésett, egykor polcoknak helyet adó fülkék és a padlóba vájt kenyérsütő kemencék. A helyiségből kémény vezet a szabadba. Az erődben két nagy csarnok található, amelyet keskeny alagút köt össze. Az első rögtön az alagútbejárattal szemben helyezkedik el, közkeletű elnevezése Kolostor. A helyiség 14 méter hosszú és 8 méter széles, plafonja simára, laposra faragott, és szokatlan, két szintre osztott dizájnja van. Az alsó szintnek hat íves alkóvja van, egykor kőpaddal az ülőknek, alvóknak. A padok közül csak egy élte túl sértetlenül az elmúlt évszázadokat. A felső fülkék egy galériára nyílnak. A csarnok valószínűleg a társadalmi események központja volt. Később, a 10. században szövéshez és főzéshez szükséges vájatokkal látták el. Az első és a második csarnokot összekötő alagutat egy kerek, görgethető kővel lehetett lezárni.
A második csarnok 17 méter mély, hat méter széles és nyolc méter magas. Ez volt az a helyiség, ahol a lakók a látogatókat fogadták és az ünnepi étkezéseket tartották. A magas ablak és a széles bejárat biztosítja a természetes fény beáramlását. Egy lépcső két részre osztja a csarnokot, a felsőt a magasabb státusúaknak tartották fenn. A vakívek a másik csarnok galériáját imitálják. A felső rész falait vakolat borította. A templom, amelyet Katedrálisnak neveznek, a felső udvarszinten található. Az egykor freskókkal gazdagon díszített sziklatemplom a korai 900-as években készült. A bazilika jellegű építmény három hajóból áll, amelyeket árkádok választanak el, szögletes és henger alakú oszlopaik váltakozva követik egymást.
A sziklaerőd nem egyedül állt a völgyben, hanem egy nagyobb település központi építménye volt. A környező sziklákba számos helyiséget, szobát faragtak a lakók. A fennsíkon, száz méterre a Selime felett egy erőd volt, amelyhez kétszáz méter hosszú fal, központi kapu, négy torony és egy árok tartozott. A hagyomány szerint a két létesítményt egy meredek alagút köti össze valahol.

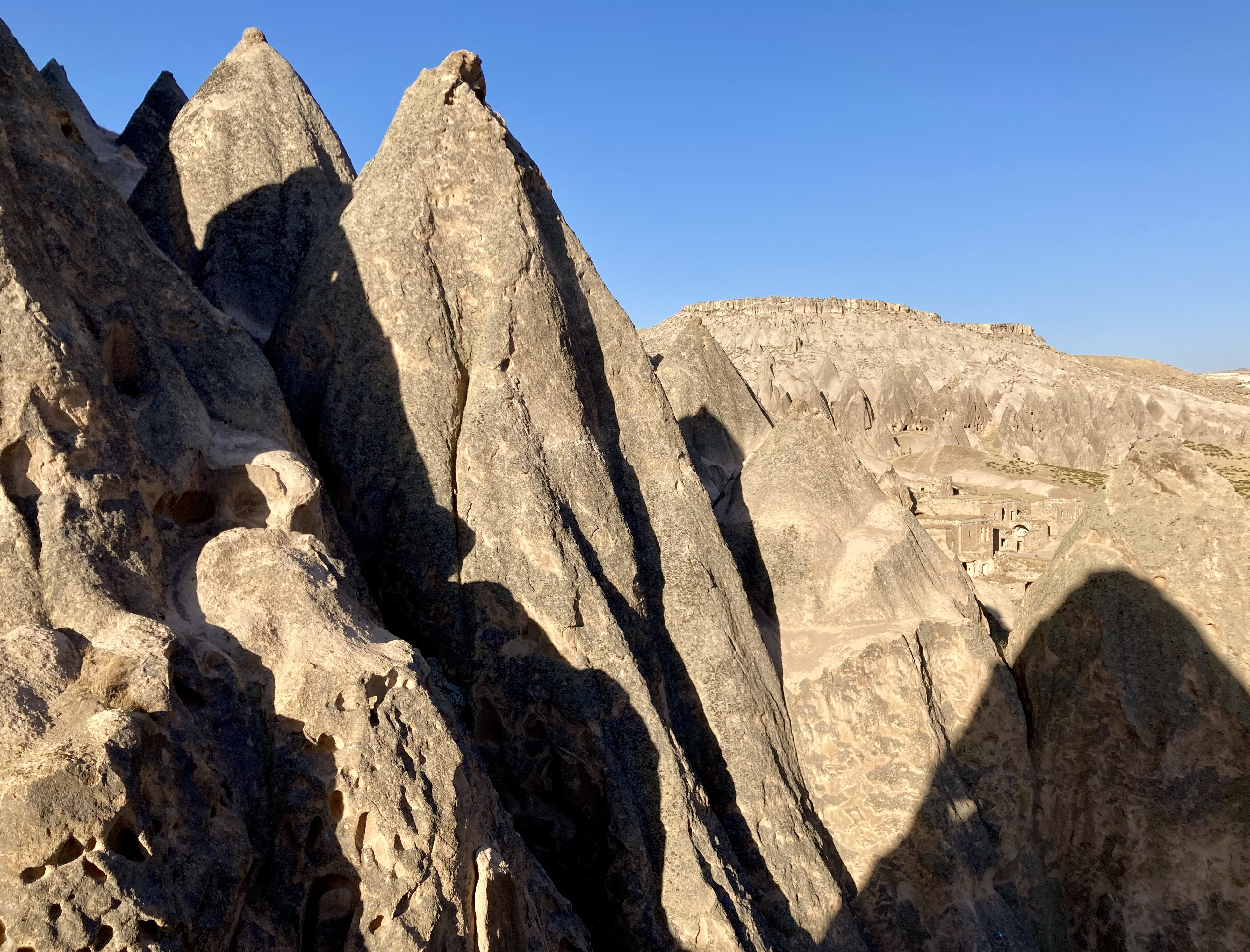
A környező sziklák
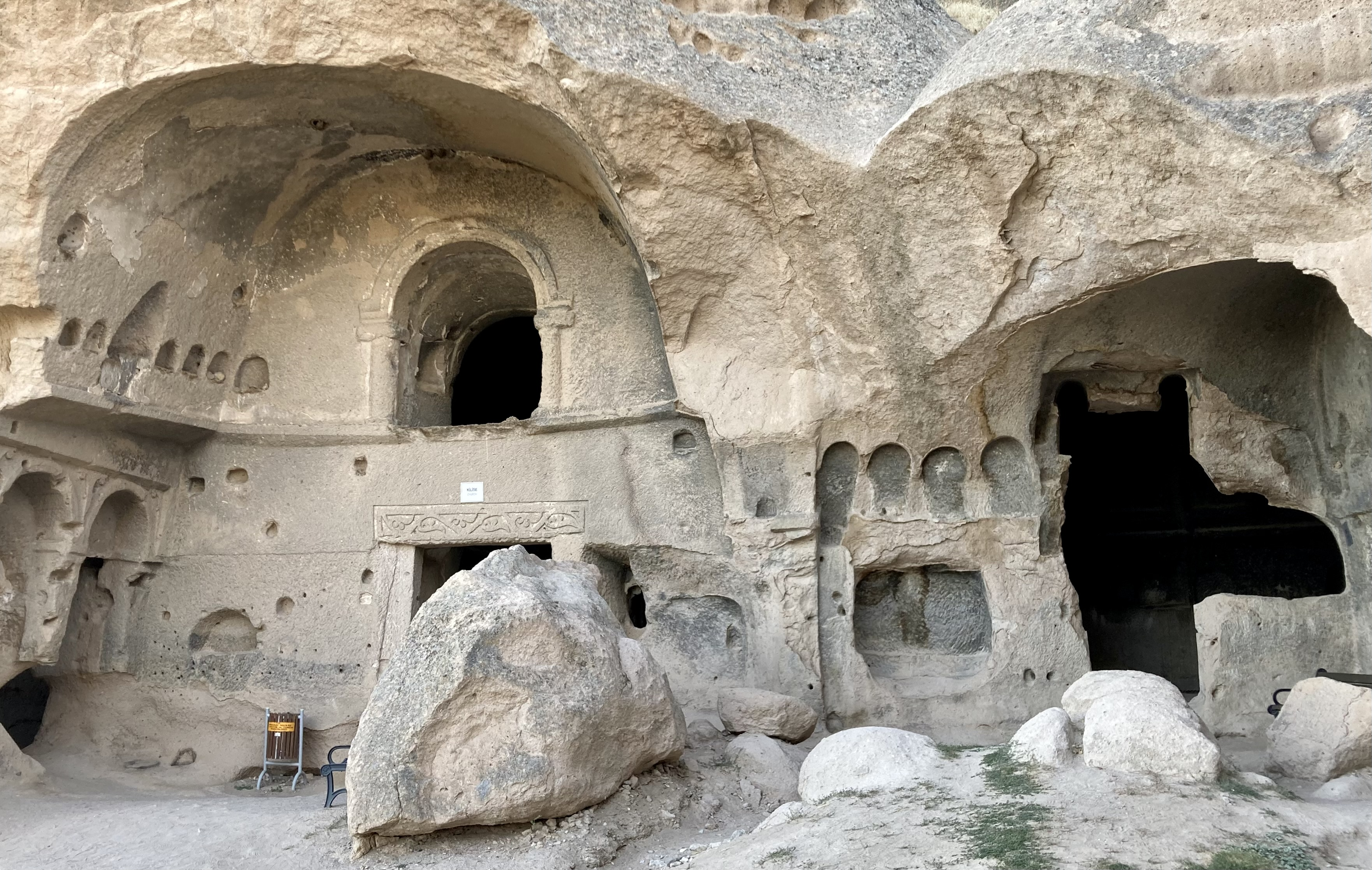
A templom bejárata
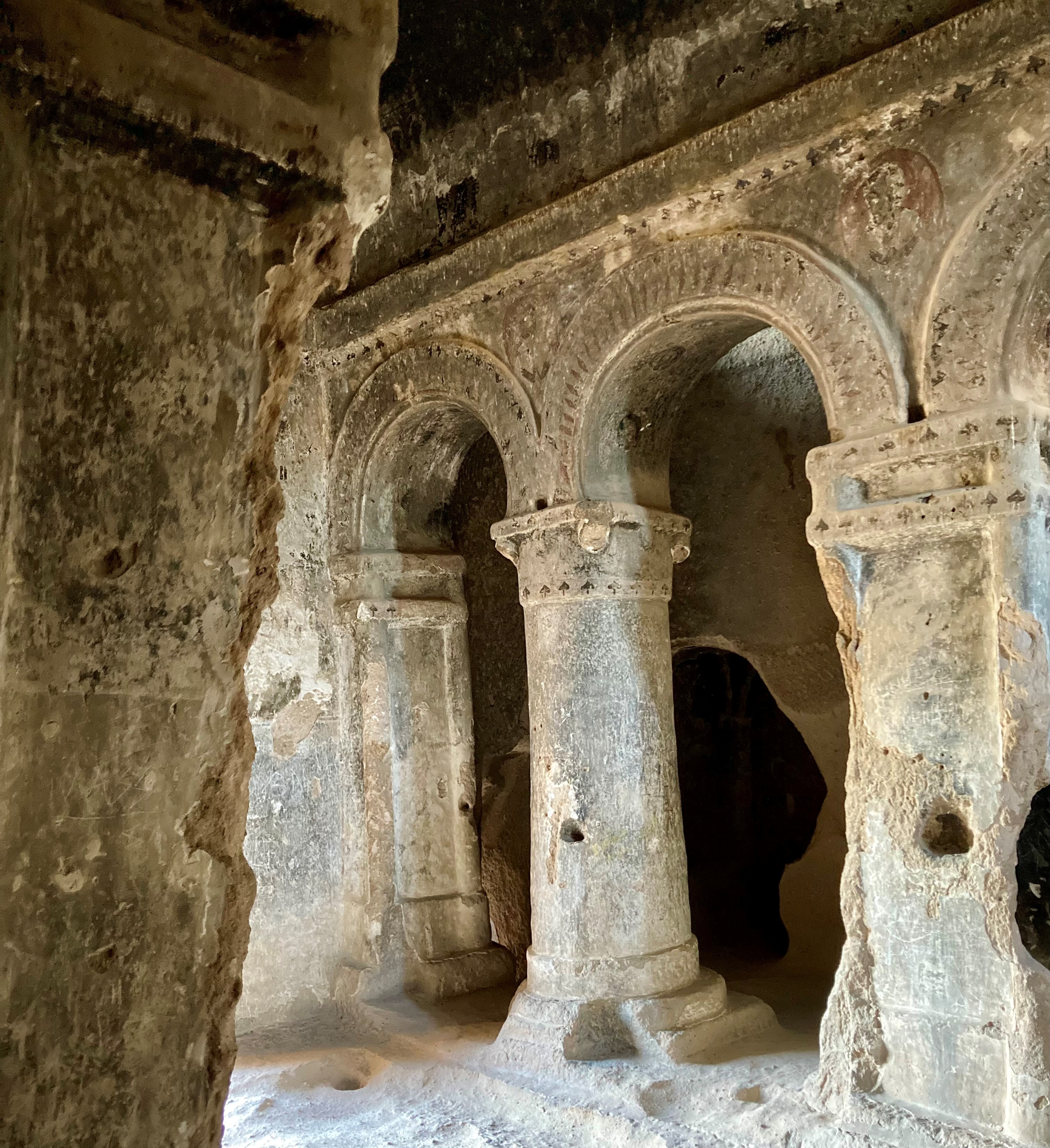
A templom
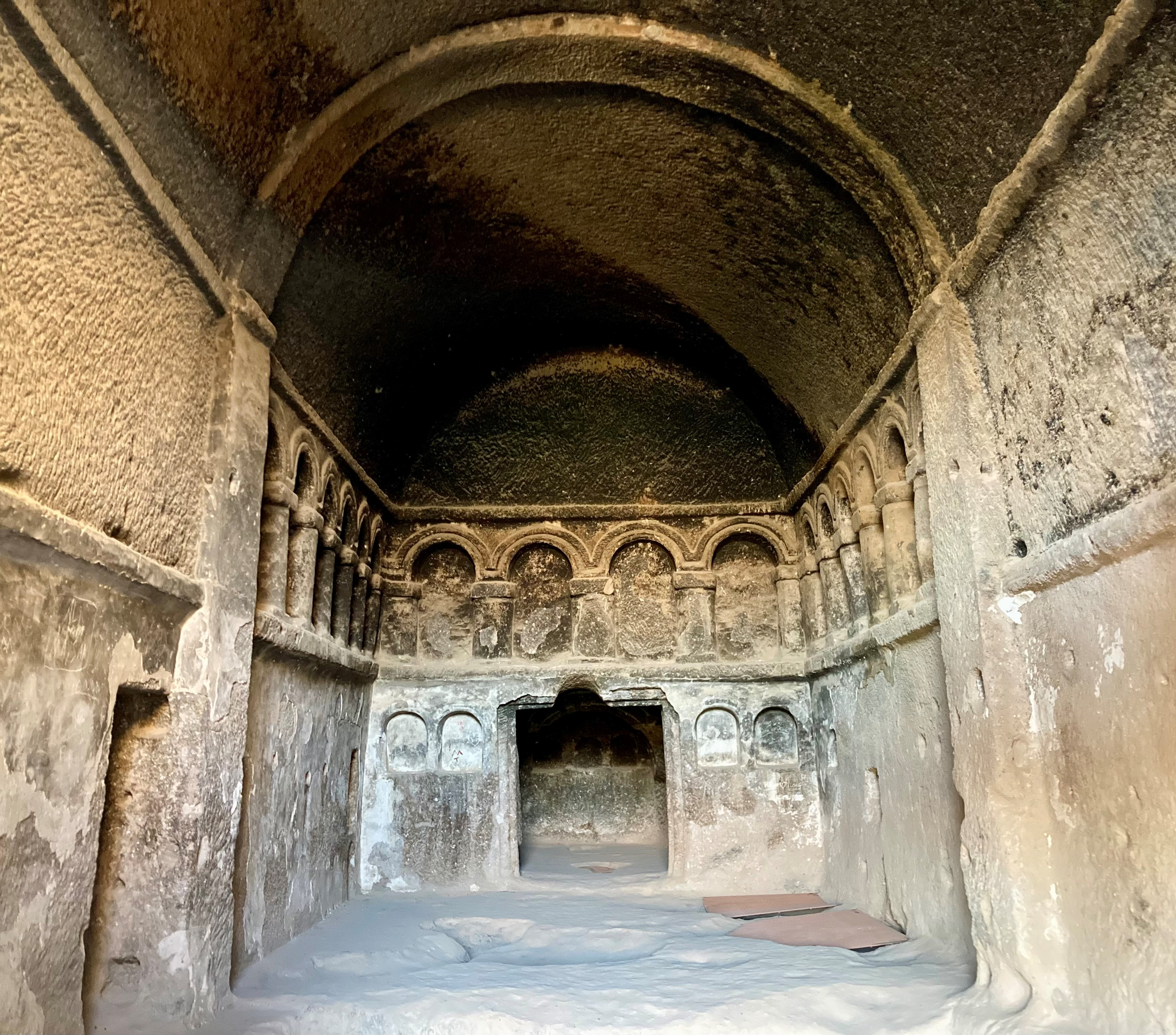
Csarnok
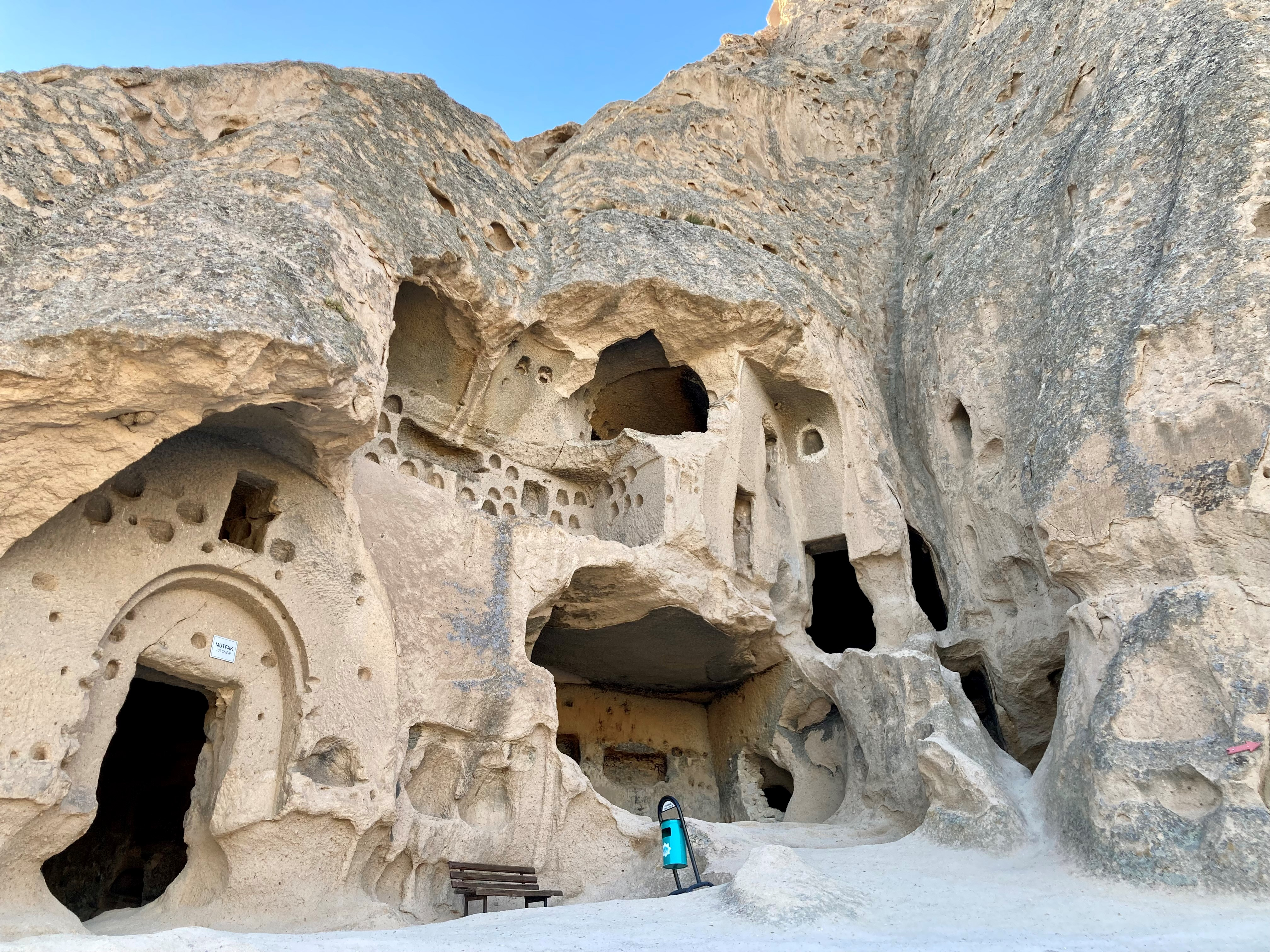
Alsó udvar
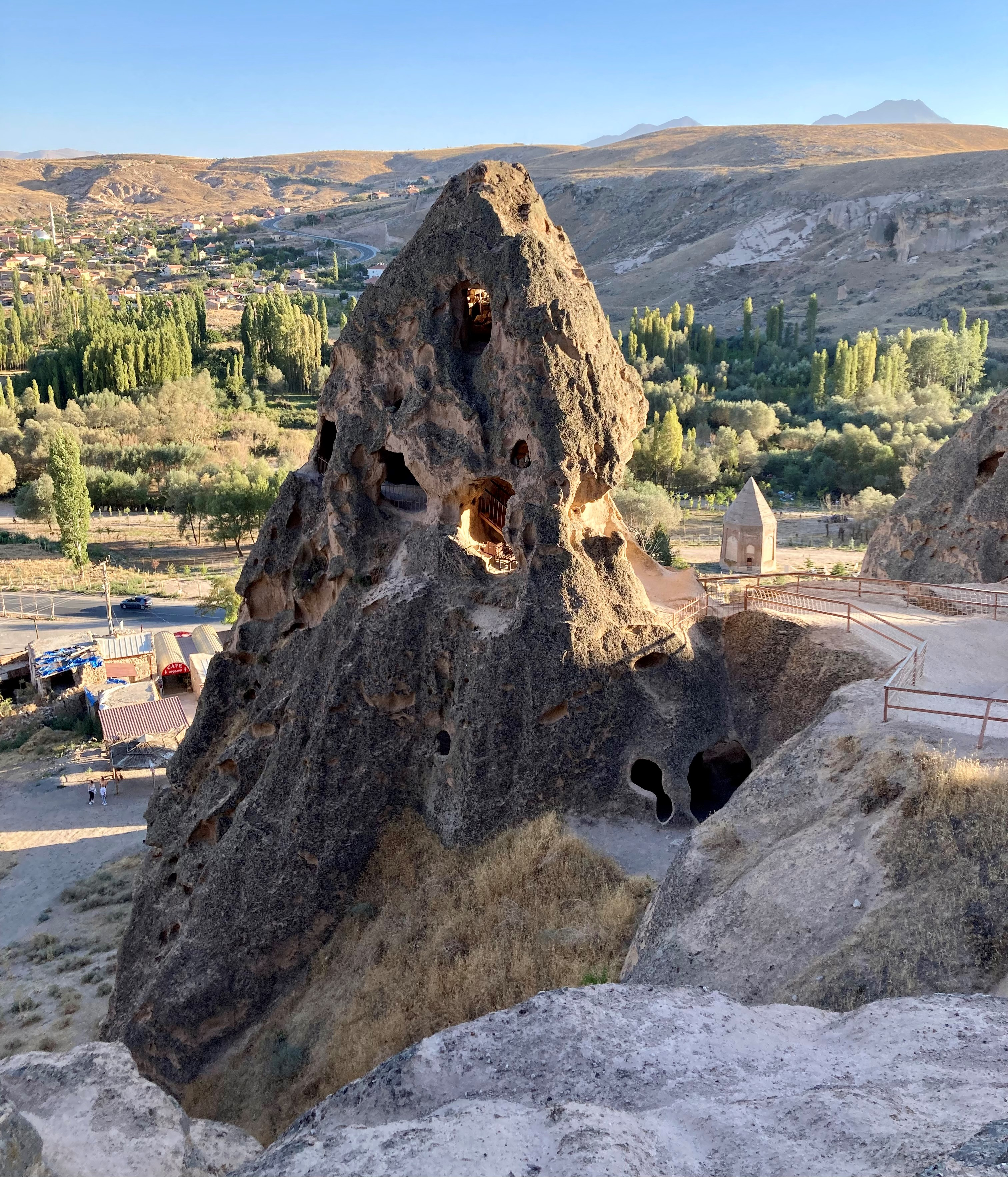
Lakóhelyiségek